# Jonás Ramalho
Jonás Ramalho Chimeno (* 10. Juni 1993 in Barakaldo) ist ein spanischer Fußballspieler angolanischer Abstammung. Aktuell steht er bei Al-Ahli Club unter Vertrag.

## Karriere

### Verein
Ramalho begann seine Karriere bei SD Leioa. 2003 wechselte er in die Akademie von Athletic Bilbao. Ohne jemals zuvor für das Farmteam oder die Zweitmannschaft gespielt zu haben, stand er im Dezember 2009 erstmals im Kader der Profis, kam jedoch zu keinem Einsatz. Im selben Monat debütierte er für Athletic Bilbao B in der Segunda División B. In der Saison 2010/11 kam er auf sechs Einsätze für Bilbao B und auf acht Spiele für das Farmteam CD Baskonia in der Tercera División. Im November 2011 debütierte er am 13. Spieltag der Saison 2011/12 gegen den FC Sevilla für die Profis von Bilbao in der Primera División.
Im Sommer 2013 wurde Ramalho für zwei Jahre an den Zweitligisten FC Girona verliehen. In seiner ersten Saison bei Girona wurde er in 25 Spielen in der Segunda División eingesetzt, in seiner zweiten Saison 2014/15 kam er auf 36 Spiele, in denen er zwei Tore erzielen konnte.
Zur Saison 2015/16 kehrte er zu Bilbao zurück, wo er für Bilbao B, das inzwischen in die Segunda División aufgestiegen war, zum Einsatz kam. In der Saison 2015/16 absolvierte er 19 Spiele in der zweithöchsten spanischen Spielklasse. Mit Bilbao B musste er zu Saisonende als Tabellenletzter jedoch wieder in die Segunda División B absteigen.
Zur Saison 2016/17 kehrte Ramalho zum FC Girona zurück, bei dem er einen Dreijahresvertrag erhielt. Der Vertrag wurde später bis 2022 verlängert. Anfang 2021 wurde er für ein halbes Jahr an den CA Osasuna ausgeliehen. Im Anschluss an die Leihe verpflichtete Osasuna ihn fest.
Mitte 2022 wechselte er zum FC Málaga in die Segunda División. Am 20. Juli 2023 wechselte er zum Ohod Club. Jedoch entschied er sich bereits kurze Zeit später, am 1. September 2023 zum Al-Ahli Club zu wechseln.

### Nationalmannschaft
Ramalho spielte für diverse spanische Juniorennationalteams. Mit der U-19-Auswahl wurde er 2011 und 2012 Europameister.

## Persönliches
Ramalho ist der Sohn einer baskischen Mutter und eines angolanischen Vaters. Er ist der erste dunkelhäutige Spieler in der Klubgeschichte Bilbaos.